# Parque East Potomac
El Parque East Potomac (o en inglés East Potomac Park) es un parque en Washington D. C., que se encuentra al sur del Monumento a Jefferson y el puenta de la calle 14. Localizado entre el Canal de Washington y el río Potomac, en el parque se encuentra el campo de golf East Potomac, un campo de minigolf, y el Centro de Tenis East Potomac. La escultura de J. Seward Johnson, "El despertar", se encuentra en Hains Point, dentro del parque. Durante los fines de semana, las carreteras y caminos del parque son muy populares entre los ciclistas, caminantes, amantes del patinaje en línea, y corredores. La calle Ohio Drive, que recorre el perímetro del parque East Potomac, forma parte de la carrera Maratón del Cuerpo de Marina.
El parque alberga muchos de los famosos cerezos de Washington, o sakura. Muchos de los árboles del parque son de la clase Kwanzan, a diferencia de los de la clase Yoshino que se encuentran alrededor de Cuenca Tidal y que son famosos por el Festival Nacional de los Cerezos en Flor. Los árboles Kwazan tienen una apariencia diferente y su floración se da dos semanas más tarde que la de los árboles Yoshino, lo que significa que empiezan a florecer cuando el festival se acaba. Estos árboles se encuentran a lo largo de Ohio Drive en la orilla del río Potomac.
Al Parque East Potomac se puede acceder por carretera o con el Metro de Washington. Se puede aparcar alrededor de Ohio Drive y en los aparcamientos al sur del Monumento a Jefferson. No hay ninguna parada de metro cercana, pero los caminantes y ciclistas pueden llegar a la parada de metro Smithsonian o a la parada L'Enfant Plaza